# Workington AFC
Workington AFC är en engelsk fotbollsklubb från Workington i Cumbria. Hemmamatcherna spelas på Borough Park och smeknamnet är The Reds.
Klubben spelar sedan säsongen 2019/2020 i Northern Premier League Division One North West.

## Historia
Dagens Workington AFC föddes 1921 och de gick omedelbart med i North Eastern League där de stannade till 1951 då de röstades in i The Football Leagues Third Division North. De hamnade hela tiden i botten av divisionen och när The Football League omorganiserades inför säsongen 1958/59 flyttades de ned till Fourth Division. 1963/64 kom man trea och flyttades upp till Third Division men endast tre år senare flyttades man ned till Fourth Division igen. Säsongerna 1973/74, 1974/75 kom man näst sist och säsongerna 1975/76, 1976/77 kom man sist med vikande publiksiffror och blev utröstade ur The Football League sommaren 1977. Man hamnade då i Northern Premier League (NPL), men lyckades man inte bli bättre än sjua en säsong och flyttades ned till NPL First Division efter att ha hamnat på sista plats säsongen 1987/88. Kräftgången fortsatte och 1997/98 kom man på kom man näst sista plats och flyttades ned till North West Counties Football League. Man lyckades vinna ligan på första försöket (deras första liga vinst) och återvände till NPL First Division.
2004 genomdrev The Football Association en omfattande omstrukturering av National League System (NLS) och skapade två nya regionala divisioner i Football Conference. Detta gjorde att Workington flyttades upp till NPL:s Premier Division fast man bara hamnat på en sjundeplats. Säsongen 2004-05 kom man tvåa och fick spela i NPL:s första playoff. Detta vann man och flyttades upp till Conference North. Första säsongen i Conference North slutade man i mitten av serien, säsongen därpå slutade man på tredje plats och kvalificerade sig för playoff till Conference National, kvalmatchen vanns av  Hinckley United med 2-1 och man blev kvar i Conference North.

## Meriter
- Northern Premier League Presidents Cup: 1984
- North West Counties Football League First Division: 1998/99
- Cumberland County Cup: 1887, 1888, 1889, 1890, 1891, 1896, 1897, 1898, 1899, 1907, 1908, 1910, 1925, 1935, 1937, 1938, 1950, 1954, 1968, 1986, 1996, 2000, 2007
- North Eastern League Challenge Cup: 1935, 1937
- Northern Premier League Fair Play Award: 2000/01

### Webbkällor
- Klubbens hemsida och engelska wikipedia